# Трудный (Иркутская область)
Тру́дный — посёлок в Шелеховском районе Иркутской области России. Входит в состав Подкаменского муниципального образования.

## География
Находится примерно в 25 км к югу от районного центра.

## Население
| 2002 | 2010 | 2011 | 2012 |
| ---- | ---- | ---- | ---- |
| 25   | ↗39  | →39  | →39  |

По данным Всероссийской переписи, в 2010 году в посёлке проживало 39 человек (18 мужчин и 21 женщина).